# 捷克國家男子籃球隊
捷克國家籃球隊（捷克語：Česká basketbalová reprezentace）是捷克的國家男子籃球隊。捷克國家籃球隊的前身是捷克斯洛伐克國家籃球隊，他們曾經在1946年奪得歐洲籃球錦標賽的冠軍。但在捷克斯洛伐克解體之後，捷克還從未參加過奧運會和世界籃球錦標賽的賽事。捷克最近一次參加歐洲籃球錦標賽是在2013年。捷克先以67-88慘敗給美國，隨後以89-76擊敗日本，與世界強權之一土耳其爭取第二輪門票，最終以91-76大勝，與美國攜手晉級到第二輪，先以93-71大勝森巴軍團巴西，雖然面對希臘77-84落敗，比較得分失分差以+15優勢晉級八強，也是捷克隊史第一次打到八強，對決澳洲，最終70-82落敗，排名賽先94-84擊敗波蘭，對塞爾維亞以81-90落敗，也是參加世界盃最好第六名